# Крупноплодник
Крупнопло́дник (также мегакарпея; лат. Megacarpaea; от др.-греч. μέγας, megas — большой, крупный и καρπός, karpos — плод) — род травянистых растений семейства Капустные (Brassicaceae), распространённый в Средней Азии, Казахстане, Монголии, Гималаях, Китае и Мьянме.

## Ботаническое описание
Многолетние травы, опушённые простыми, курчавыми, сплюснутыми волосками; обыкновенно с сильно утолщённым корнем и прямым, мощным стеблем, на верхушке сильно ветвистым. Листья большей частью пальчато- или перисто-раздельные.
Соцветия верхушечные, метельчатые, нередко сильно ветвистые. Цветки иногда неоднородные. Чашелистики прямостоячие, при основании не мешковидные. Лепестки белые, жёлтые, лиловатые или пурпуровые, цельные, коротко или неясно ноготковые. Тычинок 6 или 10, нити их без зубцов. Боковые медовые желёзки в виде полукольца, слиты с широкими медианными. Столбик неразвитый, или же короткий, не длиннее половины завязи. Рыльце дисковидное, слегка двулопастное. Плод — нераскрывающийся стручочек, плоско сжатый перпендикулярно перегородке, двойчатый, доли (створки) его по краям с широким крылом. Семян в каждом гнезде стручочка по одному, округлые, плоско сжатые. Корешок зародыша восходящий, зародыш краекорешковый.

## Виды
Род включает 10 видов:
- Megacarpaea bifida Benth.
- Megacarpaea delavayi Franch.
- Megacarpaea gigantea Regel — Крупноплодник гигантский
- Megacarpaea gracilis Lipsky — Крупноплодник стройный
- Megacarpaea iliensis Golosk. & Vassilcz. — Крупноплодник илийский
- Megacarpaea megalocarpa (Fisch. ex DC.) Schischk. ex B.Fedtsch. — Крупноплодник большеплодный, или Крупноплодник крупноплодный
- Megacarpaea mugodzharica Golosk. & Vassilcz. — Крупноплодник мугоджарский[3]
- Megacarpaea orbiculata B.Fedtsch. — Крупноплодник щитовидный, или Крупноплодник округлый
- Megacarpaea polyandra Benth.
- Megacarpaea schugnanica B.Fedtsch. — Крупноплодник шугнанский